# Иманжусупов, Ержан Уланович
Ержан Уланович Иманжусупов (род. 1966) — советский и казахстанский самбист, серебряный призёр чемпионата мира 1992 года.

## Карьера
Мастер спорта СССР международного класса по борьбе самбо, мастер спорта по национальной борьбе қазақша-куресі.
Серебряный (1988) и бронзовый (1987) призёр розыгрышей Кубка СССР.
На Чемпионате мира 1992 года, проходившему в Белоруссии завоевал серебро, уступив лишь белорусу Николаю Цыпандину.
На командном Кубке мира 1992 года в Алма-Ате завоевал золото.
В 1989 году окончил факультет физического воспитания Павлодарского педагогического института. Старший тренер сборной команды Павлодарской области по самбо.
Руководитель КГКП «Спортивного клуба по национальным и народным видам спорта им. Каирбаева» Управления физической культуры и спорта Павлодарской области.